# 스퍼산

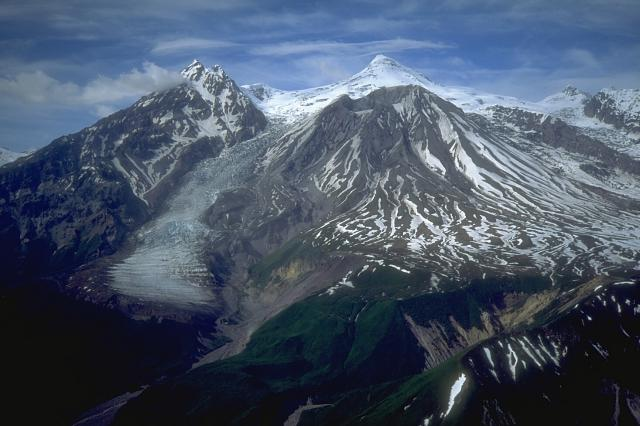
스퍼 산

스퍼산(영어: Mount Spurr)은 미국 알래스카주에 위치한 성층 화산이다. 이 화산은 해발 3,374m로, 정상과 측화산인 크레이터 피크(Crater Peak)에 각각 분화구가 있다. 정상에서는 1만년 동안 분화가 일어나지 않았으나, 크레이터 피크에서는 1953년과 1992년에 분화가 발생하여 큰 혼란을 야기하였다. 스퍼 산은 앵커리지에서 가장 가까운 활화산이기 때문에 1992년 분화가 발생하였을 때 앵커리지로 화산재가 퍼지게 되었다. 지금도 화산 활동이 관측되고 있으며, 항공기들의 주요 항공로에 위치하기 때문에 분화 시 항공문제를 일으킬 수 있다.

## 크레이터 피크
크레이터 피크(Crater Peak)는 스퍼 산의 남쪽에 자리잡은 스퍼 산의 측화산이자 봉우리이다. 이곳에선 정상화구와 달리 1953년과 1992년에 대분출이 일어났다. 그래서 이 때 화산재가 크레이터 피크로부터 하늘높이 치솟아 화산재가 캐나다 곳곳에 퍼진 것으로 알려져 있다. 지금도 활발한 화산활동을 보이고 있다. 1953년과 1992년의 분출 지수는 4에 도달하였다.